# Chloé (prénom)
Pour les articles homonymes, voir Chloé.
Cette page présente le prénom Chloé ainsi que ses variantes.
Chloé est un prénom français dérivé du grec Χλόη (Khlóê), qui signifie « la verdoyante », « herbe naissante », « pousse nouvelle d’un vert clair », « verdure nouvelle » ou encore « jeune pousse ». Il peut s'écrire en français de différentes manières : Cloé, Chloé, Chloë ou Khloé.

## Antiquité grecque
Dans la mythologie grecque, Chloé est un nom attribué à la déesse Déméter (ou à son équivalent romain Cérès) comme protectrice des semences, à laquelle est associée « la notion d’une nature verdoyante et fleurie, où toute plante se déploie et s’épanouit ». Le substantif khloê est un terme générique qui désigne  l’herbe naissante, la « pousse nouvelle d’un vert clair », « celle qui couvre par son éclat verdoyant plaines et champs », particulièrement, suivant Euripide, la verdure des prés, voire celle de la « prairie intacte, pure » qui n’a connu ni le troupeau du berger, ni le fer de la charrue.
« Déméter Chloê » apparaît ainsi comme la déesse « du blé nouveau », « du blé en herbe », protégeant les premières pousses vertes du blé. La fête céréalière Chloia (ou Chloaia), associée à la déesse, est attestée dans certains dèmes de l’Attique (notamment à Éleusis et à Paiania) et autres cités grecque (à Myconos ou à Érythrées) où elle se déroulait, selon les endroits, entre février et avril.

## Christianisme
Ce prénom est mentionné dans le Nouveau Testament dans la première épître aux Corinthiens (1:11), désignant une femme d'affaires, une « aristocrate de fortune » dirigeant une entreprise commerciale dont les navires faisaient la navette entre Corinthe et Ephèse. Ainsi, les églises d'Orient — et notamment l’église Orthodoxe grecque — fêtent sainte Chloé de Corinthe « contemporaine des apôtres » le 14 mars.
En revanche, dans le culte catholique, en l'absence d'une sainte reconnue, plusieurs dates sont évoquées pour célébrer la « Sainte Chloé ». Les plus courantes sont le 4 juin (sainte Clotilde), le 5 octobre (sainte Fleur) en raison de l'étymologie du prénom, ou encore le 10 novembre (fête des nymphes et saint Léon). La date évoquée par le site nominis.fr est le 13 juillet.

## Usage récent et popularité
Chloé était recommandé au XIXe siècle, mais demeurait très peu utilisé. Il réapparaît après 1965, avec la redécouverte du roman de Boris Vian L'Écume des jours — où apparait une héroïne dont le nom est inspiré du morceau Chloe interprété par Duke Ellington — avant de s'imposer en France à partir des années 1980. Chloé est un prénom très fréquent en France, en Belgique, au Québec et en Grande-Bretagne. Par exemple, selon L'Officiel des prénoms 2017, Chloé est le quatrième prénom le plus donné en France aux nouveau-nés de sexe féminin en 2016.

## Personnalités
Parmi les Chloé les plus connues, on peut citer :
- Chloé Adam, joueuse de volley-ball française.
- Chloë Bellavia, joueuse de football belge.
- Chloé Berthier, actrice française.
- Chloe Bridges (Suazo), actrice américaine.
- Chloe Bennet (Wang), actrice et chanteuse américaine.
- Chloé Bulleux, joueuse française de handball.
- Chloe-Beth Morgan, mannequin gallois.
- Chloé Cruchaudet, scénariste, dessinatrice et coloriste française de bande dessinée.
- Chloé Coulloud, actrice française.
- Chloé Delaume, romancière française.
- Chloé Dufour-Lapointe, skieuse acrobatique canadienne.
- Chloé Dumas, actrice française.
- Chloé Depouilly, patineuse artistique française et sud-africaine.
- Chloe Esposito, pentathlonienne australienne.
- Chloé Flipo, comédienne française.
- Chloé Frammery, militante politique suisse.
- Chloé Graftiaux, grimpeuse et alpiniste belge.
- Chloë Grace Moretz, actrice américaine.
- Chloé Georges, skieuse acrobatique française.
- Chloe Jones, actrice américaine.
- Chloé Jouannet, actrice française.
- Chloe Kim, snowboardeuse américaine.
- Cloé Korman, écrivaine française.
- Chloé Lambert, actrice française.
- Chloé Leriche, vidéaste québécoise.
- Chloé Legris, ingénieure québécoise (canadienne).
- Chloë des Lysses, photographe française.
- Chloé Maurel, historienne française.
- Chloé Maigre, gymnaste aérobic française.
- Chloé Mortaud, mannequin français, miss France 2009.
- Chloé Mons, actrice et chanteuse française.
- Chloé Minoret, grimpeuse française.
- Chloé Nabédian, présentatrice de télévision française.
- Chloé Paquet, joueuse de tennis française.
- Chloé Robichaud, réalisatrice et scénariste québécoise.
- Chloé Réjon, comédienne française.
- Chloé Sainte-Marie, chanteuse et actrice québécoise.
- Chloë Sevigny, actrice américaine.
- Chloé Stefani, actrice française.
- Chloe Sutton, nageuse américaine.
- Chloé Thévenin, DJ et compositrice française de musique électronique.
- Chloé Trespeuch, snowboardeuse française.
- Chloe Webb, actrice américaine.
- Chloé Westelynck, joueuse française de basket-ball.
- Chloé Zhao, réalisatrice et scénariste chinoise.